# Кремнево (Калининградская область)
Кремнёво — посёлок в Светловском городском округе Калининградской области. В прошлом на территории населённого пункта существовали два отдельных поселения: 1) Блюменау (до 1540 года) или Гросс Блюменау (до 1946 года); 2) Нойзаассен (до 1820 года) или Кляйн Блюменау (до 1946 года).

## География
Посёлок Кремнёво расположен на западе области, на юго-западе Самбийского полуострова, в 7 км к северо-востоку от города Светлого, в 22 км к западу от областного центра, города Калининграда.

## История

### Прусский период
Населённый пункт относится к исторической области именем Самбия. Основан 8 октября 1326 года на месте древнего прусского поселения. Первым сельским старостой был господин Кумекони по прозвищу "судавец", в 1352 году эту должность занимал прусс Герки.
Во времена правления короля Фридриха Вильгельма I в Гросс Блуменау открылась двухклассная сельская школа.

### Новейшая история
В годы Второй Мировой войны в Блуменау находился авиационный склад, взорванный в конце января 1945 года по приказу немецкого командования.
19 февраля 1945 года немцы внезапно ударили по войскам 39-й армии армии со стороны Земландского полуострова и со стороны окруженного Кёнигсберга. Особенно упорные бои, по утверждению генерала Отто фон Лаша, велись за Гросс Блуменау.
16 апреля 1945 года Гросс Блуменау был взят войсками 39-й армии.
По итогам Второй Мировой войны Гросс/Кляйн Блюменау отошли к СССР в состав Калининградской области, в 1946 году переименованы в Кремнёво.

## Население
| 2002 | 2010 |
| ---- | ---- |
| 278  | ↘88  |